# Trézény
Trézény (bretonisch: Trezeni) ist eine französische Gemeinde mit 355 Einwohnern (Stand: 1. Januar 2022) im Département Côtes-d’Armor in der Region Bretagne. Sie ist Teil des Arrondissements Lannion und des Kantons Tréguier.

## Geografie
Trézény liegt rund 7 Kilometer östlich von Lannion. Zur Gemeinde gehören nebst dem Dorf Trézény noch zahlreiche Streusiedlungen und Einzelgehöfte innerhalb der Gemeinde. Die Gemeindegrenze verläuft streckenweise entlang von Bächen wie dem Ruisseau de Kernélégan .

### Nachbargemeinden
| Kermaria-Sulard | Kermaria-Sulard                             | Kermaria-Sulard |
| Rospez          | Kompassrose, die auf Nachbargemeinden zeigt | Coatréven       |
| Lanmérin Rospez | Lanmérin                                    | Lanmérin        |

## Geschichte
Erstmals indirekt erwähnt wird der Ort in einem Abkommen zwischen einem Bischof und einem Herzog in Angelegenheiten rund um den Weiler Ville-Blanche (1839 an Rospez abgetreten). Direkte Erwähnung findet der Ort bei der Heiligsprechung von Saint-Yves im Jahr 1330 (Gemeinde Tresizni).

## Bevölkerungsentwicklung
Die Gemeinde gehörte nie zu den bevölkerungsreichsten Orten der Region. Zwischen 1793 und 1831 verlor sie deutlich an Bewohnern (1793–1831: - 25,8 %). Danach kam es zu einer zwei Jahrzehnte dauernden starken Wachstumsphase (1831–1851: + 74,9 %). Das Jahr 1851 war dann auch das Jahr des höchsten Bevölkerungsstands. In den fünf nachfolgenden Jahren wanderten viele Bewohner ab – doch erholte sich die Einwohnerzahl in der Wachstumsphase von 1856 bis 1866 teilweise wieder. In den folgenden 106 Jahren kam es zu einem dauernden Bevölkerungsrückgang durch Abwanderung (1866–1968: - 61,4 %). Die Grenze von 200 Einwohnern wurde unterschritten. Die beiden Wachstumsphasen von 1975 bis 1990 und seit 2008 führten zu einem markanten Anstieg der Anzahl Bewohner (1975–2013: + 96,3 %).
| 1793 | 1800 | 1806 | 1821 | 1831 | 1836 | 1841 | 1846 | 1851 | 1856 | 1861 | 1866 | 1872 | 1876 | 1881 | 1886 | 1891 | 1896 |
| ---- | ---- | ---- | ---- | ---- | ---- | ---- | ---- | ---- | ---- | ---- | ---- | ---- | ---- | ---- | ---- | ---- | ---- |
| 430  | 369  | 402  | 377  | 319  | 402  | 528  | 545  | 558  | 409  | 442  | 485  | 456  | 394  | 400  | 388  | 360  | 343  |

| 1901 | 1906 | 1911 | 1921 | 1926 | 1931 | 1936 | 1946 | 1954 | 1962 | 1968 | 1975 | 1982 | 1990 | 1999 | 2008 | 2016 |
| ---- | ---- | ---- | ---- | ---- | ---- | ---- | ---- | ---- | ---- | ---- | ---- | ---- | ---- | ---- | ---- | ---- |
| 334  | 324  | 321  | 289  | 294  | 276  | 254  | 242  | 213  | 193  | 187  | 198  | 220  | 304  | 272  | 261  | 359  |

## Sehenswürdigkeiten
- Schloss Kermorvan aus dem 18. Jahrhundert; mit Chauffoir (Wärmeplatte für Gerichte)
- Herrenhaus von Guernalegan aus dem 16. Jahrhundert
- Dorfkirche  Saint-Zény (erbaut 1913)
- Kreuz von Costang aus dem 16. Jahrhundert
- ehemaliges Pfarrhaus (17. und 18. Jahrhundert)
- alte Häuser in Kerevern, Pratisac-Bian (18. Jahrhundert) und Pratisac-Vras
- Bauerngut von Kerangoff (1782)
- alte Mühle von Kermorvan

Quelle:

## Gemeindepartnerschaften
Mit der französischen Gemeinde Saint-Jacques-d’Ambur im Départment Puy-de-Dôme (Auvergne-Rhône-Alpes) besteht eine Partnerschaft.